# Mugham
Il Mugham (in azero Muğam) è una delle molte composizioni di musica popolare dell'Azerbaigian, diversa da tasnif e ashik.
È una forma d'arte estremamente complessa che sposa la poesia classica e l'improvvisazione musicale in specifiche modalità locali, secondo il sistema modale. A differenza dei modi occidentali, quelli "mugham" sono associati non solo a delle scale ma a una raccolta trasmessa oralmente di melodie e frammenti melodici che gli artisti usano nel corso dell'improvvisazione. Il mugham è una composizione composta da molte parti. La scelta di un particolare mugham e di uno stile di esecuzione può essere adattata ad un evento specifico. Il drammatico svolgersi dell'esecuzione è tipicamente associato all'aumento dell'intensità e dei toni crescenti, e ad una forma di comunicazione poetico-musicale tra interpreti e ascoltatori preparati.
Tra la fine del XIX secolo e l'inizio del XX esistevano tre grandi scuole di mugham nelle regioni di Karabakh, Shirvan e Baku. La città di Şuşa in Karabakh, era particolarmente rinomata per quest'arte.
Una breve selezione di mugham dell'Azerbaigian, suonata con lo strumento a fiato azero  balaban, è stata inclusa tra le molte conquiste culturali dell'umanità sul Voyager Golden Record, che è stato inserito nel veicolo spaziale  Voyager, per rappresentare la musica del mondo.
Nel 2003, l'UNESCO ha riconosciuto il mugam come patrimonio orale e immateriale dell'umanità.

## Storia

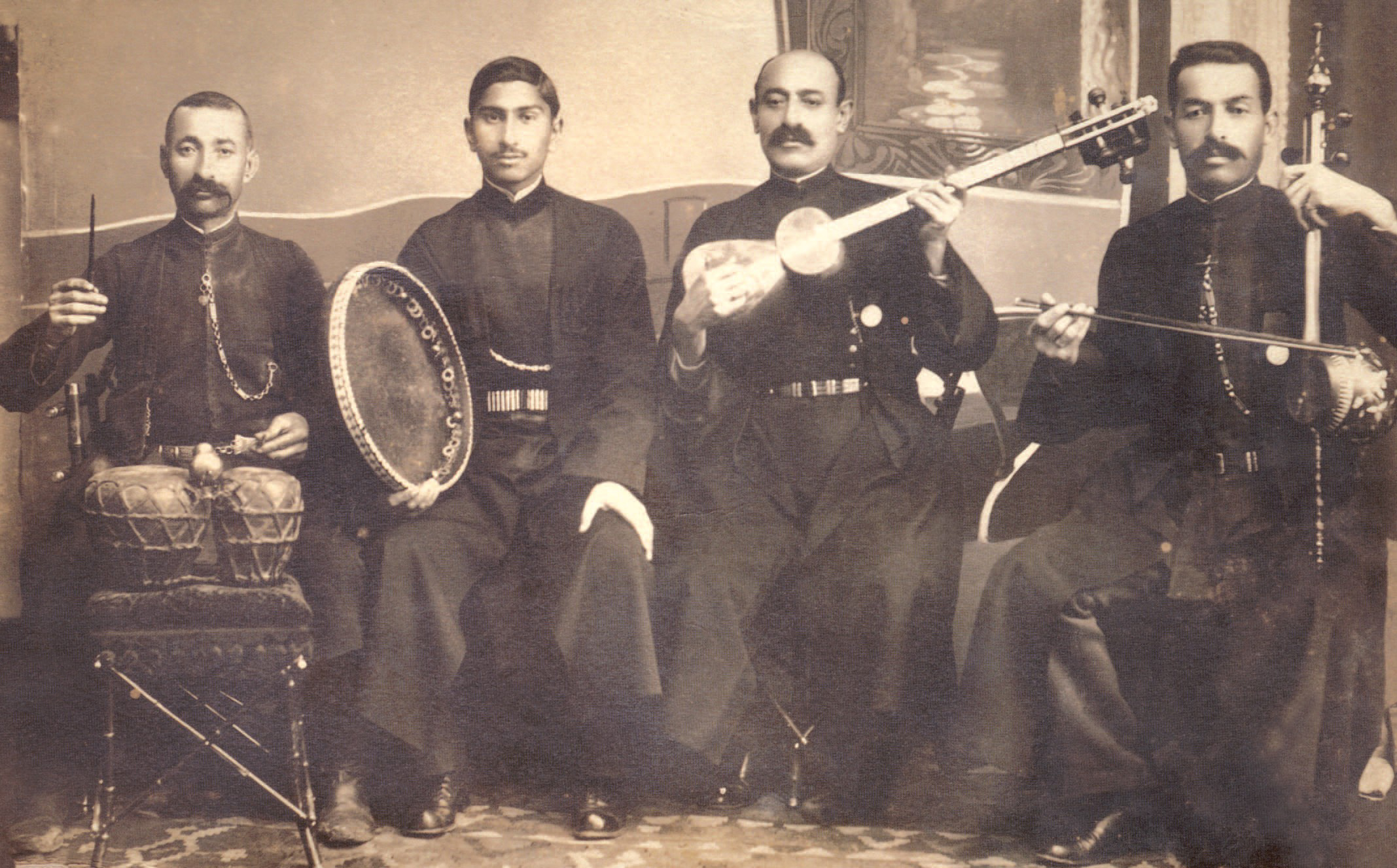
Gruppo musicale di Seyid Shushinski, 1916.

Nel corso della sua lunga storia, il popolo azero ha mantenuto la sua antica tradizione musicale. Il mugham appartiene al sistema di musica modale e potrebbe derivare dalla tradizione musicale persiana. Gli uiguri in Xinjiang (新疆) chiamano questo sviluppo musicale muqam, uzbeki e tagiki maqom (o shasmaqam), gli arabi maqam e i persiani dastgah.

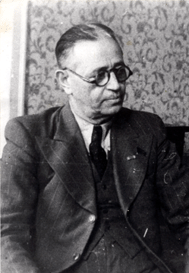
Üzeyir Hacıbəyov, agli inizi del XX secolo, miscelò la musica tradizionale azera con quella occidentale.

La meta-etnicità e l'intricata complessità di questa musica diventano evidenti anche dal fatto che termini come "mugham", "maqam" o "dastgah", onnipresenti nella musica orientale, possono significare una cosa, nella tradizione turca, mentre lo stesso termine assume un altro significato nella musica ukbeka e un altro ancora nella tradizione classica araba. Quindi, in una cultura, il mugham può essere correlato a un tipo melodico rigorosamente fissato, mentre in un altro sono solo le cadenze e le desinenze melodiche ad esso associate. In una terza cultura può corrispondere solo a un tipo specifico di scale tonali.
Il genere stesso ha radici nella preghiera e nella ninna nanna e viene trasmesso da madre in figlio in questo modo. Tuttavia, ci sono centinaia di varietà, come canzoni simili al canto di guerra.
Nei secoli XVI e XVII l'arte del mugam stava attraversando un processo di sviluppo come musica professionale folcloristica delle corti. In questo periodo iniziò a svilupparsi una forma di dastga nella struttura e nelle forme del mugam. Nuovi timbri, sfumature e tasnif vennero sviluppati nei mugam. I maestri dell'Azerbaigian cantavano gazal scritti nel genere aruz da Füzuli, Habibi e Scià Isma'il I. Nel XIX secolo gli eventi musicali si svolgevano nella maggior parte delle regioni dell'Azerbaigian di oggi e il mugam veniva sempre eseguito in questi eventi. Nel XIX secolo il famoso scrittore francese  Alexandre Dumas, che partecipava ad una cerimonia a Şamaxı, scrisse nei suoi appunti di viaggio di essere stato molto impressionato dal mugam che suonavano lì. A tali eventi svoltisi in Azerbaigian partecipavano artisti di Karabakh, Baku e Tabriz che a loro volta crearono una fusione delle tradizioni canore delle diverse regioni.
Nei primi decenni del XX secolo, un artista nativo, Üzeyir Hacıbəyov, fu autore della prima opera nazionale Layla e Majnun e formulò le basi teoriche del mugham azero nel suo trattato I principi della musica popolare azera. Anche i famosi compositori azeri Gara Garayev e Fikrat Amirov diedero un grande contributo allo sviluppo dell'arte del mugam attraverso la creazione della sinfonia mugam.
Hajibaba Huseynov è stato accreditato come figura chiave nella divulgazione del mugham e nello sviluppo di talenti khananda mugham (interpreti di Mugham) come Alim Qasimov, Aghakhan Abdullayev e Gadir Rustamov. Dal 1985, funziona una Scuola Agdam Mugham che ha creato il "Karabakh Nightingales" gruppo musicale mugham.
Secondo il The New York Times, il mugham è una suite sinfonica, piena di sezioni contrastanti: senza limiti e ritmiche, vocali e strumentali, che indugia su una sola nota sostenuta o riprende un ritornello che potrebbe essere una melodia di danza.

## Significato culturale

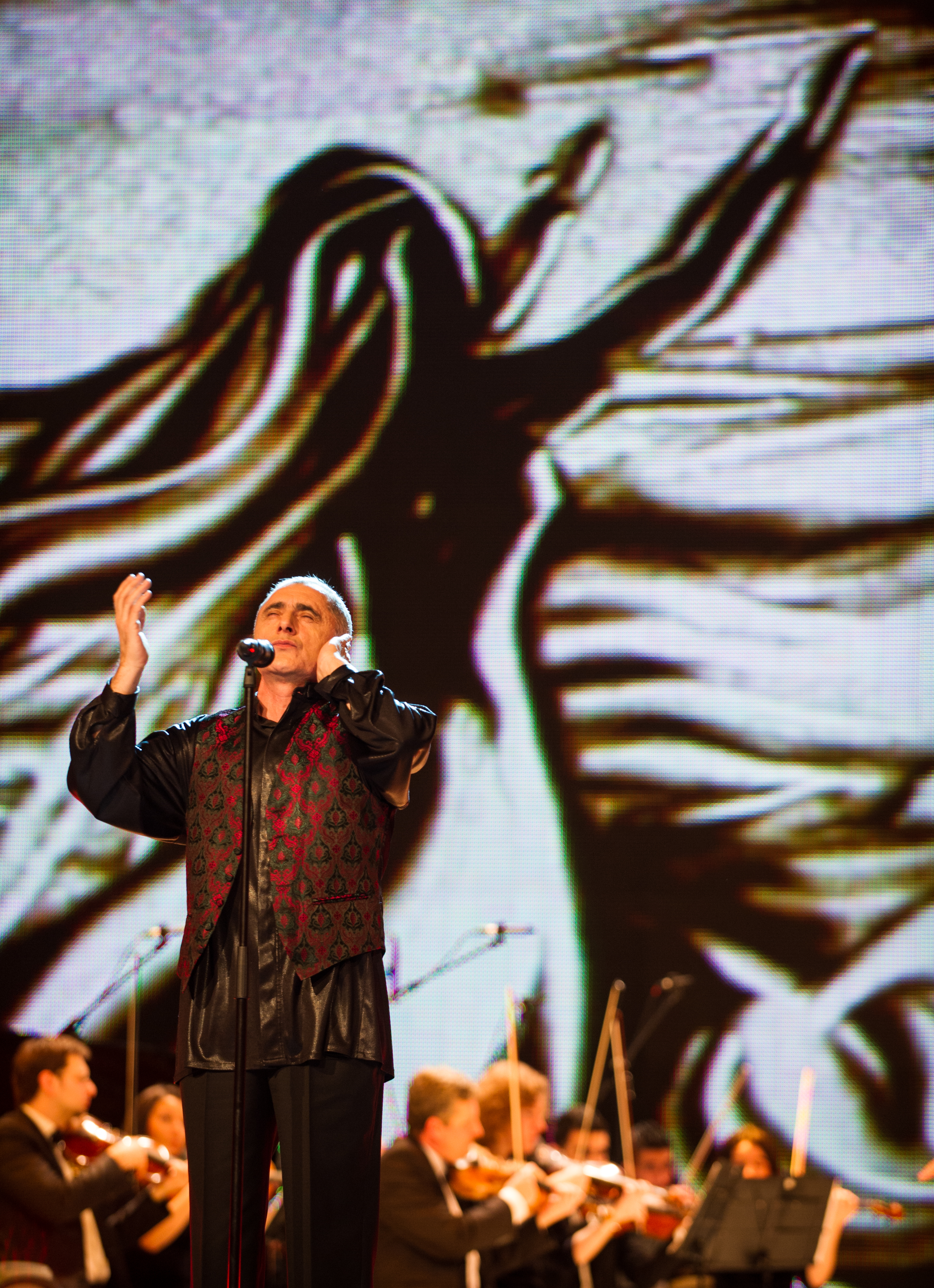
Alim Gasimov alla semifinale dell'Eurovision Song Contest 2012

Considerata la musica classica dell'Azerbaigian, il mugam è una forma musicale tradizionale caratterizzata da un ampio grado di improvvisazione e attinge a storie popolari e melodie locali. La recente evoluzione dell'industria culturale ha minacciato la natura improvvisativa e la trasmissione orale di questa forma d'arte. Durante la sua visita ufficiale nel paese, nell'agosto 2005, il direttore generale dell'UNESCO, in compagnia del presidente İlham Əliyev e diversi ambasciatori, hanno partecipato a una cerimonia per la posa della prima pietra per la costruzione di un Centro Mugam. Nel 2004, Mehriban Əliyeva, la First Lady azera, è stata nominata ambasciatrice di buona volontà dell'UNESCO per le tradizioni orali e musicali.
All'Eurovision Song Contest 2012, l'Azerbaigian sorpassò la tradizione locale, presentando una canzone in stile europeo "When the Music Dies" di Səbinə Babayeva, narrante una leggenda mugham del cantante Alim Qasimov.

## Impatto sociale
Molti dei mugam cantati dai khananda erano noti come personaggi amanti della campagna, potenti e rispettosi, e il mugam era popolarmente associato al segno del dolore e alla speranza durante la prima guerra del Nagorno Karabakh.
In Azerbaigian i mugam sono esistiti e cantati in tutti i periodi, indipendentemente dalla situazione politica, pubblica ed economica e hanno avuto il loro posto nella cultura azera. I maestri Mugham svolgono un ruolo straordinario nella transizione dei mugam, di generazione in generazione.